# Nancy Drew: The Secret of Shadow Ranch
The Secret of Shadow Ranch es la décima entrega de la serie de juegos de aventuras point-and-click Nancy Drew de Her Interactive. El juego está disponible para jugar en plataformas Microsoft Windows. Tiene una clasificación ESRB de E por momentos de violencia leve y peligro. Los jugadores asumen la perspectiva en primera persona de la detective amateur ficticia Nancy Drew y deben resolver el misterio interrogando a los sospechosos, resolviendo acertijos y descubriendo pistas. Hay dos niveles de juego, el modo detective junior y el modo detective senior, cada uno de los cuales ofrece un nivel de dificultad diferente de acertijos y pistas; sin embargo, ninguno de estos cambios afecta la trama real del juego. El juego está basado en el libro The Secret of Shadow Ranch (1931).

## Trama
Nancy Drew es invitada a Shadow Ranch en Arizona para pasar unas vacaciones. El primer día allí, Nancy descubre que los dueños del rancho, Ed y Bet Rawley, se han ido. La noche anterior, un caballo resplandeciente llegó galopando al rancho, causando una gran conmoción, y poco después, el Sr. Rawley fue mordido por una serpiente venenosa y fue llevado rápidamente al hospital.
Dirk Valentine, un forajido de la década de 1880, mantuvo una relación sentimental con la hija del sheriff, Frances Humber, que vivía en Shadow Ranch. Dirk fue arrestado y finalmente ahorcado, pero la leyenda local dice que el caballo de Dirk ha regresado para vengar a su amo y que la desgracia caerá sobre quien lo vea.

## Desarrollo

### Personajes
- Nancy Drew - Nancy es una detective aficionada de 18 años de la ciudad ficticia de River Heights en Estados Unidos. Ella es el único personaje jugable en el juego, lo que significa que el jugador debe resolver el misterio desde su perspectiva.
- Dave Gregory - Dave es el capataz del rancho. Siempre educado y muy tímido, Dave es un hombre de pocas palabras frustrantemente preocupado por hacer su trabajo y hacerlo bien. Se encariñará mucho con Nancy a medida que avance el juego.
- Tex Britten - Tex es el jefe de los vaqueros del rancho. Un vaquero anticuado, su rostro curtido y su actitud cínica reflejan el hecho de que se siente mucho más a gusto con los caballos y el ganado que con los humanos. A él no le gusta la gente de la ciudad y disfruta poniendo a Nancy en situaciones que cree que ella no podrá manejar. Tiene una relación secreta con Mary Yazzie.
- Shorty Thurmond - El cocinero del rancho, Shorty, es más hablador que los otros dos trabajadores del rancho juntos. A él le encanta chismear y por eso le encanta tener a Nancy cerca. También le encanta cocinar, a pesar de hacerlo mal, y se siente muy orgulloso de la comida que sirve. Es un oportunista declarado y siempre busca formas de enriquecerse rápidamente, pero siempre ha fracasado.
- Mary Yazzie - Mary es una nativa americana que tiene una tienda en el terreno adyacente a Shadow Ranch. Ella sabe todo sobre la historia de la zona, especialmente lo que respecta a la gente de Pueblo que alguna vez habitó las viviendas de los acantilados cercanos. Ella ha ofrecido repetidamente comprar una parte de la tierra de los Rawley, supuestamente en busca de madera petrificada, pero sus ofertas han sido rechazadas continuamente. Ella tiene una relación secreta con Tex Britten.

### Elenco
- Nancy Drew - Lani Minella
- Bess Marvin / Frances Humber - Abby Murray
- George Fayne - Patty Pomplun
- Frank Hardy - Wayne Rawley
- Joe Hardy - Rob Jones
- Tex Britten - David S. Hogan
- María Yazzie - Amy Broomhall
- Shorty Thurmond / Gestor de mapas minerales / Voz de radio / Asistente de Charleena - Jonah Von Spreekin
- Dave Gregory - Stephen Hando
- Charleena Purcell / Voz de radio - Julie Rawley
- Apuesta Rawley - Shannon Kipp
- Ed Rawley - John Nelson
- Sheriff Hernández / Voz de radio / Dirk Valentine - Gary Hoffman
- Meryl Humber - Max Holechek[3]

## Nancy Drew Mobile Mysteries: Shadow Ranch
A principios de 2011, Her Interactive lanzó una aplicación llamada Shadow Ranch bajo su nueva subserie de juegos de Nancy Drew titulada Mobile Mysteries. Shadow Ranch es una aplicación de libro interactivo basada en una historia cuyo aspecto de libro es el texto real de la novela Shadow Ranch y cuyo aspecto de juego son minijuegos dentro de la historia. El juego muestra las voces y capturas de pantalla de personajes y ubicaciones del juego de PC The Secret of Shadow Ranch. Shadow Ranch está disponible únicamente para iPad, iPhone y iPod Touch, con un precio de $2,99 para iPad y $0,99 para iPhone y iPod Touch.

## Recepción
En Estados Unidos, la versión para computadora de Secret of the Shadow Ranch vendió entre 100.000 y 300.000 unidades en agosto de 2006. Para esa fecha, las ventas combinadas de los juegos de computadora de Nancy Drew habían alcanzado los 2,1 millones de copias solo en Estados Unidos. Al comentar este éxito, Edge calificó a Nancy Drew como una «franquicia poderosa».